# Municipio de Mertilla
El municipio de Mertilla (en inglés: Mertilla Township) es un municipio ubicado en el condado de Meade en el estado estadounidense de Kansas. En el año 2010 tenía una población de 198 habitantes y una densidad poblacional de 0,51 personas por km².

## Geografía
El municipio de Mertilla se encuentra ubicado en las coordenadas 37°23′42″N 100°30′15″O / 37.39500, -100.50417. Según la Oficina del Censo de los Estados Unidos, el municipio tiene una superficie total de 389.42 km², de la cual 389,34 km² corresponden a tierra firme y (0,02 %) 0,08 km² es agua.

## Demografía
Según el censo de 2010, había 198 personas residiendo en el municipio de Mertilla. La densidad de población era de 0,51 hab./km². De los 198 habitantes, el municipio de Mertilla estaba compuesto por el 84,34 % blancos, el 3,03 % eran amerindios, el 5,56 % eran de otras razas y el 7,07 % eran de una mezcla de razas. Del total de la población el 14,14 % eran hispanos o latinos de cualquier raza.